# Клешнино (Ивановская область)
Клешнино — деревня в Лухском районе Ивановской области. Входит в состав Тимирязевского сельского поселения.

## География
Находится в восточной части Ивановской области на расстоянии приблизительно 6 км на запад-северо-запад по прямой от районного центра поселка Лух на левом берегу речки Возополь.

## История
В 1872 году здесь (тогда Юрьевецкий уезд Костромской губернии) было учтено 30 дворов, в 1907 году — 44.

## Население
Постоянное население составляло 133 человека (1872 год), 181 (1897), 181(1907), 3 в 2002 году (русские 100 %), 3 в 2010.